# 奧代拉迪 (盧茨克市鎮)
50°41′38″N 25°5′55″E / 50.69389°N 25.09861°E
奧代拉迪（烏克蘭語：Одеради），是烏克蘭西部沃倫州的村落，隸屬盧茨克區盧茨克市鎮，位於盧茨克市西南方，始建於1583年，面積0.23平方公里，海拔高度209米，2001年人口339，人口密度每平方公里1,467.53人。